# Paleolítico inferior arcaico
El Paleolítico inferior arcaico es una etapa del Paleolítico inferior en la que se incluyen las industrias inferopaleolíticas datables en el intervalo que va desde la llegada del hombre a Europa hasta la aparición del Achelense.
Estas industrias (industrias de piedra someramente tallada desde el origen del Hombre hasta la aparición del bifaz y del hendidor) han recibido numerosos nombres, sin que haya consenso al respecto; las más habituales son: "Cultura de los Cantos Tallados", "Paleolítico Inferior Arcaico" y "Pre-Achelense".
Las dos últimas son ampliamente utilizados por el Grupo para el Estudio del Paleolítico Portugués y por la Asociación Arqueológica de Gerona, que también utiliza la expresión Modo técnico 1 (por oposición al Modo técnico 2, que sería el Achelense, y al Modo técnico 3, que sería el Musteriense).
Por su parte, la locución Paleolítico Inferior Arcaico es muy similar a la usada en el Congreso sobre Les Premiers Européens, celebrada en París del 3 al 9 de abril de 1989: Très Ancien Paléolithique.
En este artículo se utilizan, indistintamente, las tres. Para África, la denominación más acertada, por su difusión y por respetar la prioridad de los descubrimientos, es Olduvayense.

## Las primeras culturas prehistóricas de Europa
Desde el principio, las industrias de piedra europeas se simbolizan, ante todo, por medio del canto tallado monofacial o bifacial. Casi paralelamente a esta posible industria, basada en piezas nucleares, podría existir otra facies, de tecnología diferente, documentada en yacimientos de la república Checa (Stránska Skála, Prezletice, Bĕcov...). En estos casos, se hallan asentamientos aparentemente cercanos a las fuentes de abastecimiento de rocas de talla concoidal fácilmente controlable (sílex, cuarcita de grano fino...), de suerte que, para fabricar sus útiles, las gentes que habitaban esos presuntos asentamientos, aprovechaban fragmentos angulosos desgajados de la roca madre por la acción natural y no guijarros —cantos rodados—.
Por otro lado, existen muchas lascas retocadas, aunque difícilmente catalogables siguiendo las listas tipológicas de paradigmas tradicionales, ya que estas lascas parecen, a menudo, placas rotas intencionalmente a través de diaclasas naturales, lo que hace muy complicado distinguir el concoide y el punto de percusión.
Entre las primeras industrias europeas también destaca, en Europa central, el sitio de Vésterzöllös (Hungría), donde es posible hallar utensilios de pequeño tamaño, tanto sobre canto como sobre lasca, soporte relativamente abundante y que proporciona ya raederas y toscos perforadores.
Así pues, aparte de la Cultura de los cantos tallados, algunos investigadores reconocen otra cultura, tan antigua o más, que se basaría en los útiles sobre lasca, ubicada allí donde las rocas favorecieran el aprovechamiento natural en bruto. Es más que posible que ambas sean manifestaciones de un mismo tecnocomplejo que adapta sus estrategias productivas a la disponibilidad de la materia prima. Sea o no cierto, lo que sí parece claro es que no hay, ni siquiera en el Paleolítico europeo más antiguo, ni unidad, ni estandarización tipológica o cultural, distinguiéndose la cultura material de una serie de yacimientos en los que predominan los utensilios nucleares (al principio cantos tallados, que van diversificándose en tipos más específicos como los picos triédricos o los protobifaces) y otros en los que abundan las lascas, retocadas o no (y que acaban cristalizando en la aparición de raederas, denticulados, perforadores...). Estas dos tradiciones tendrían su continuidad a lo largo del tiempo dando lugar, respectivamente a la cultura del bifaz (el Achelense) y a las facies sin bifaces (entre las que destaca el Clactoniense), más abundante en las islas británicas, norte de Francia, Bélgica, parte de Alemania...
Desde el punto de vista cronológico, la cueva de Vallonnet es la primera estación conocida del pre-Achelense, pero no la más antigua, junto a ella destacan otras anteriores como Sandalja o Chillhac, Atapuerca, entre otras.

## El Paleolítico Inferior Arcaico en la península ibérica
Se pueden distinguir tres importantes zonas de poblamiento pre-achelense en la península ibérica:
- una, en el sur —sobre todo, el suroeste—, incluyendo yacimientos andaluces y portugueses;
- otra, en el noreste, donde están los yacimientos de Gerona y el Rosellón (Francia);
- y, la tercera, sería la Meseta Central, donde las pruebas recogidas en los yacimientos superficiales son demasiado inconsistentes aún, salvo para el caso de la Gran Dolina (Sierra de Atapuerca), en Atapuerca.

### Cataluña
El área Gerundense está muy ligada a su vecina francesa del Rosellón (Francia), donde hay numerosas industrias de este periodo (Marsella, Besse-sur-Issole…). La mayor parte de los yacimientos son superficiales, aunque en Puig d’en Roca se ha realizado una excavación. Las piezas proceden de terrazas fluviales de ríos como el Ter y el Fluviá y sus afluentes, pese a lo cual, se pueden establecer relaciones con zonas lacustres, zonas de montaña y zonas costeras. Los yacimientos de mayor importancia podrían ser Costa Roja, Puig d'en Roca, Mas Ferrol, Avellaners, Cabestany, Llabanère y Butte du Four, entre otros.

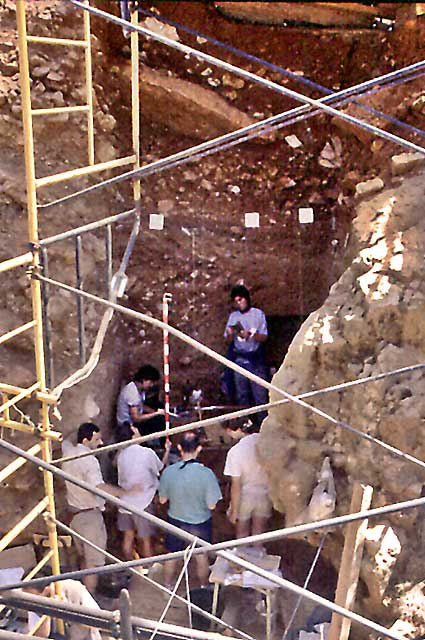
Gran Dolina de Atapuerca.

### La Meseta
En la Meseta Central, los indicios recogidos son muy dudosos, prácticamente todos de superficie, y en colecciones mínimas, cabe citar, en el valle del Tajo, Talavera de la Reina y El Espinar, y, en el valle del Duero, Toro, Monfarracinos y Perilla de Castro. Todos ellos muy poco fiables desde cualquier punto de vista. Otra cosa muy diferente son los restos exhumados en los yacimientos de la Sierra de Atapuerca, concretamente en la zona denominada Gran Dolina, donde se hallaron varios centenares de piezas talladas de entre 700 000 y 900 000 años de antigüedad asociadas a un centenar de restos humanos. Aunque las piezas son muy toscas, atestiguan el poblamiento pre-achelense de la Meseta.

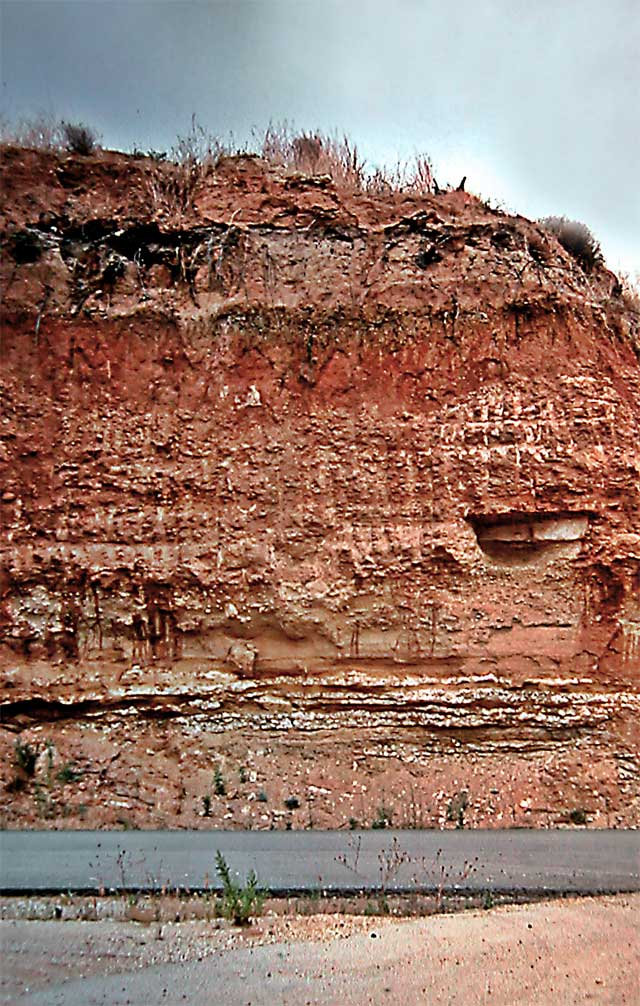
Estratigrafía de El Aculadero, El Puerto de Santa María, Cádiz.

### Andalucía
En Andalucía se encuentran dos importantes yacimientos: Cúllar-Baza 1 (Granada) y Punta del Aculadero (El Puerto de Santa María, Cádiz), ambos excavados. Al parecer, El Aculadero, no está totalmente in situ, ya que sufrió algunos deslizamientos que impiden estudios microespaciales. Se piensa, sin embargo, que la posición morfoestratigráfica de El Aculadero no ha variado porque las piezas permanecen muy concentradas (230 piezas/m²). En la zona litoral de El Puerto de Santa María se ha establecido una estratigrafía de 13 niveles de los que el nivel 4 contenía la industria lítica. Se trata de un nivel de cantos pequeños, de escasa potencia, en contacto con un paleosuelo rojo formado en un ambiente cálido —quizá Donau-Günz—, por lo que el nivel 4 podría datarse en el Günz. No obstante, no hay garantías de datación y, dado que la cronología de esta datación baila muchísimo según qué especialistas se consulten, esta orientación sirve de muy poco.
En 1979 Claude Thibault llevó a Burdeos un canto afectado por el fuego para someterlo al análisis de termoluminiscencia. Las características tipológicas de El Aculadero permiten situarlo en periodos posiblemente pre-achelenses, con una industria lítica compuesta principalmente por cantos tallados, pero su posición cronológica precisa es desconocida y podría oscilar en un intervalo que va desde hace un millón de años hasta, incluso, periodos paralelos al denominado Achelense antiguo de Pinedo.
El yacimiento de Cúllar-Baza 1 (Granada) parece encontrarse in situ, aunque debido a la parvedad de las pruebas encontradas sobre la presencia humana, para algunos es motivo de escepticismo. Muy cercanos, también en la depresión de Guadix-Baza están los yacimientos del municipio de Orce, del que conviene citar los lugares con industria: Barranco León y Fuente Nueva 3.
Existen también los yacimientos superficiales de Torre del Puerco, Laguna de La Janda (Cádiz), El Rompido (Huelva) y otros situados en la provincia de Sevilla entre Lora del Río y Carmona. También hay que citar los restos humanos de Cueva Victoria, asociados a un supuesto canto tallado (Cartagena, Murcia).

### Portugal

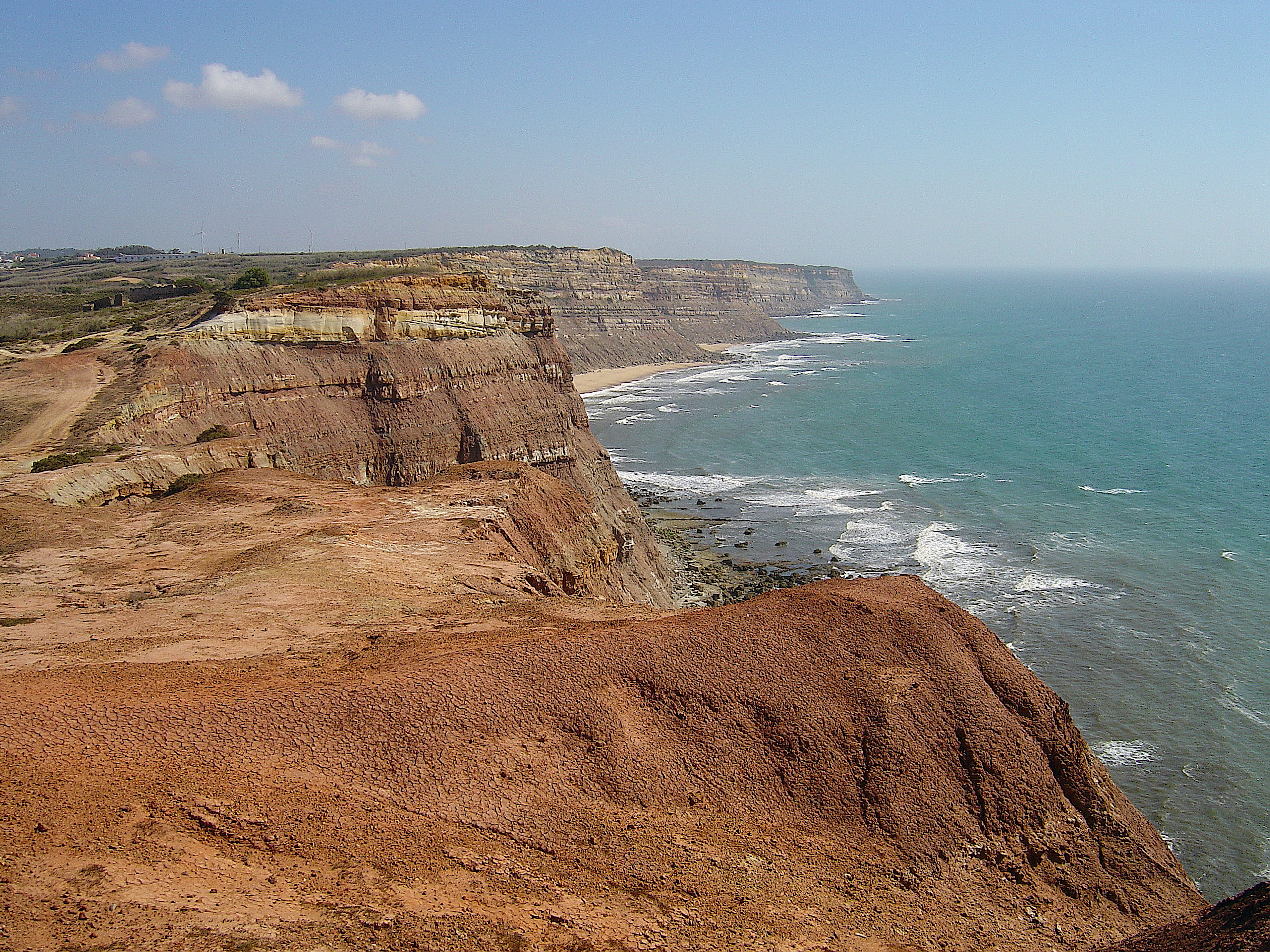
Terrazas marinas portuquesas
con estratos fosilíferos cuaternarios.

En el litoral de Portugal se encuentran importantes secuencias industriales datadas a través de las series de terrazas marinas prehistóricas.
Hay yacimientos en las inmediaciones de Lisboa (Extremadura y Ribatejo) y en el Algarve. Según los estudiosos, una primera fase de ocupación pre-achelense en Portugal estaría relacionada con la regresión marina Calabriense, en sus fases II y III, debida a la glaciación Donau, cuyas playas están actualmente situadas entre 120 y 160 m. sobre el nivel del mar. Los yacimientos superficiales más importantes son Mirouço (Algarve), Alto de Leião (Estremadura portuguesa) y, sobre todo, Seixosa y Belverde (en los alrededores de Lisboa). Seixosa cuenta con una serie única de 210 piezas y Belverde con cuatro series, entre las que destacan las de la Quinta dos Arcos y la Quinta do Perú —con 26 y 24 piezas, respectivamente—. Estos últimos, sobre todo Seixosa, pueden relacionar sus series con hallazgos en posición estratigráfica, lo que demuestra su relación con las plataformas sobre las que yacen las piezas. La segunda fase, denominada Siciliense-I, se data en el interglaciar alpino Donau-Günz, cuyas playas están colgadas entre 70 y 100 m s. n. m. Destacan, en la Estremadura portuguesa, Açafora, Praia da Aguda, y, sobre todo, Magoito, junto a Laredo das Corchas, en el Algarve. No hay yacimientos in situ. Aunque algunas piezas de Magoito fueron halladas en posición estratigráfica, proceden de un depósito posterior a la formación de la playa.

## La industria lítica
Las características más importantes de la industria de este periodo se obtienen, sobre todo, de los estudios de El Aculadero, pero sus conclusiones podrían ampliarse a otros yacimientos, ya que la muestra es muy significativa: 22.561 piezas de las que 19.761 son piezas fracturadas dudosas, que apenas se tienen en cuenta para el estudio, quedando el grueso de las conclusiones apoyado en las 2800 piezas restantes.
La materia prima revela una selección voluntaria de la cuarcita y el sílex, y un desprecio del cuarzo; también parece que se seleccionaban los cantos de mayor tamaño. Las técnicas de lascado más importantes son las desorganizadas, aunque es muy importante la centrípeta, incluso, a veces, con esbozo de preparación periférica y proto-Levallois. De todas formas, una gran parte de las lascas procede de la fabricación de cantos tallados.
En cualquier caso, la materia prima se aprovecha poco y las lascas suelen ser corticales con talones no preparados. La talla es arcaica y los útiles, que aparecen fabricados sobre canto, sobre todo, en guijarro —aunque también en lasca—, carecen, en casi todos los casos, de estandarización morfológica. Los cantos tallados son la mitad de los utensilios (dominan los cantos tallados monofaciales) y una buena parte de ellos sólo posee un negativo de lascado, a los que hay que añadir muchos cantos dudosos. También se incluyen en este grupo otros utensilios sobre guijarro, generalmente poliedros, protobifaces y cantos con talla triédrica. Los utensilios sobre lasca se caracterizan por un predominio del retoque simple, marginal y discontinuo. Quizá por eso, los tipos de la lista de Bordes más abundantes son las lascas retocadas sin denominación tipológica específica y, tal vez por eso, también sean tan importantes las muescas y denticulados.
Vallespí y su equipo han localizado en algunos yacimientos de este periodo algún bifaz o triedro toscamente tallado, que no aparecen en El Aculadero ni en los yacimientos catalanes. Por otro lado, Ruiz Bustos asegura que en Cúllar-I se atestiguan, no sólo utensilios de piedra, sino también herramientas sobre hueso. Concretamente, el citado paleontólogo asegura que los fragmentos de hueso —llamados Ba-79 y Ba-9— sufrieron transformaciones humanas conscientes e intencionales que los convirtieron en herramientas similares a punzones. De confirmarse esta interesante hipótesis (habrá que esperar a la publicación de los análisis tafonómicos) tendríamos una industria ósea tan antigua, al menos, como la lítica.
Las comparaciones establecidas entre yacimientos pre-achelenses como El Aculadero, Puig d'en Roca, etc. y yacimientos achelenses como Pinedo, los de Ciudad Real u otros del NE peninsular, parecen confirmar una evolución local hacia el Achelense a través del desarrollo de la bifacialización. De hecho, se sospecha que existe bastante afinidad cultural entre el pre-Achelense de El Aculadero y el Achelense de Pinedo. El avance de técnicas centrípetas de lascado (en El Aculadero o en los yacimientos catalanes) y la aparición de piezas a medio camino entre los cantos tallados bifaciales o poliedros y los útiles propios del Achelense —sobre todo, el bifaz— permitirían sostener la hipótesis de una evolución interna dentro del Paleolítico Inferior Arcaico que tendría dos fases:
1. Fase arcaica: Se da en el suroeste de Europa hasta hace cerca de un millón de años. Es una fase muy discutible, pero que, en la Península estaría atestiguada en la costa Portuguesa (primera fase) y, quizá, los yacimientos de la zona de Orce. Se caracterizaría por un utillaje sobre lasca atípico, por la gran abundancia de cantos tallados bastante toscos y por la presencia de poliedros.
2. Fase evolucionada: Se daría ya en toda Europa Occidental desde hace un millón de años, hasta hace 600 000 años. Los yacimientos son más sólidos, y se atestiguan en las costas portuguesas (segunda fase), andaluzas y catalanas, y en la Meseta, los yacimientos más importantes de este periodo serían El Aculadero (El Puerto de Santa María, Cádiz) y el nivel TD-4 de la Gran Dolina, en la Sierra de Atapuerca (Ibeas de Juarros, Burgos). La industria muestra una técnica más evolucionada tanto en los cantos tallados como en los útiles sobre lasca, que se diversifica y especializan. Las lascas son gruesas y aparecen ya los protobifaces y bifaces de «estilo Abbevillense», aunque ya no se admita la existencia de una cultura Abbevillense como tal.

Sin embargo, aún hay mucho camino por recorrer en la determinación de este periodo, porque casi todos los yacimientos en los que se basan son, en un modo u otro, discutibles, salvo excepciones muy destacables. Por un lado, se trata normalmente de lugares con piezas muy escasas (como ocurre con Cúllar-I) y, por otro, cuando no están en superficie, se trata de sitios en posición estratigráfica secundaria con indicios cronológicos no muy sólidos (por ejemplo, El Aculadero o los yacimientos portugueses). También se plantean problemas tipológicos como el de los útiles someros, que pueden haber sido, muchas veces, fruto de la acción fortuita de la naturaleza, o la pervivencia de los cantos tallados en periodos post-paleolíticos… Por ello, sería necesario ser más estrictos en lo referente a dataciones, localización geológica de los yacimientos y análisis tecno-tipológicos realizados con precisión. Además, no existen evidencias sólidas aún de la evolución bibersoniana de lo simple a lo complejo.